# Naturschutzgebiet Mittagsbrüche
Das Naturschutzgebiet Mittagsbrüche ist ein 56,27 ha großes Naturschutzgebiet (NSG) östlich von Dorf Schönau im Gemeindegebiet von Wenden im Kreis Olpe in Nordrhein-Westfalen. Es wurde 2008 vom Kreistag mit dem Landschaftsplan Nr. 4  Wenden – Drolshagen ausgewiesen. Im Osten des NSG liegt direkt die Bundesautobahn 45 nur wenige Meter entfernt. Für eine 28,00 ha große Teilfläche, regionalplanerisch als GIB Ostheldener Höhe (GIB = Bereich für gewerbliche und industrielle Nutzung) bezeichnet, wurde nur ein Temporärer Schutz festgeschrieben. Der Schutz tritt außer Kraft, sobald ein entsprechender Bebauungsplan bestandskräftig geworden ist.

## Gebietsbeschreibung
Bei dem NSG handelt es sich um einen Grünlandbereich mit Bächen und Feuchtgrünlandkomplex. Das NSG ist Brut-, Durchzugs- und Überwinterungsgebiet seltener und gefährdeter Vogelarten, insbesondere Wiesenbrüter und sonstige Arten des Offenlandes wie Bekassine, Braunkehlchen, Feldlerche, Kiebitz, Neuntöter, Nördlicher Raubwürger, Steinschmätzer, Wachtelkönig und Wiesenpieper. Es kommen seltene Pflanzen der Kleinseggenriede wie Sumpfblutauge und Sumpfveilchen vor.